# Guerra polaco-moscovita (1605–1618)
A Guerra polaco-moscovita (1605–1618) foi uma série de guerras (1605–1618) entre a República das Duas Nações e a Rússia moscovita (ou Moscóvia), no período da crise dinástica russa conhecido como o Tempo de Dificuldades (1598–1613). Os lados e seus objetivos mudaram várias vezes durante este conflito: a República das Duas Nações não estava formalmente em guerra com a Moscóvia até 1609 e várias facções moscovitas lutavam entre si, aliadas com a República e com outros países ou lutando contra eles. A Suécia também participou do conflito durante o curso da Guerra ingriana (1610–1617), às vezes aliando-se à Moscóvia e outras vezes lutando contra ela. Os interesses das várias facções iam desde o mais simples ajuste de fronteiras até a pressão sobre o tsar russo para que este criasse um novo estado formado pela união da República com a Moscóvia.
A guerra pode ser dividida em quatro fases. Na primeira, conhecida pelos poloneses como as Dimitríades (polonês: Dymitriady), certos magnatas poloneses da szlachta (alta nobreza), encorajados por alguns boiardos moscovitas — mas sem o consentimento oficial do rei polonês Sigismundo III Vasa (polonês: Zygmunt III Waza) — tentaram explorar a fragilidade moscovita e interferir em sua guerra civil. Eles apoiaram os pretendentes a tsar Falso Dimitri I e mais tarde Falso Dimitri II (daí o nome polonês para a guerra, as Dimitríades) contra o tzar coroado, Vasili Shuiski. A primeira Dimitríade começou em 1605 e terminou em 1606 com a morte do Falso Dimitri I. A segunda Dimitríade em 1607 e durou até 1609, quando o Tsar Shuiski fez uma aliança militar com a Suécia. Em resposta a essa aliança, o Rei polonês Sigismundo III decidiu intervir oficialmente e declarou guerra contra a Moscóvia, com a intenção de enfraquecer ainda mais o aliado da Suécia e obter concessões territoriais.
Depois das vitórias da República (batalha de Klushino), que culminaram com as forças polonesas entrando em Moscou em 1610, o filho de Sigismundo, Príncipe Vladislau, foi eleito tsar. Contudo, logo após isso, Sigismundo decidiu que queria o trono russo para si. Isto retirou o apoio a favor da Polônia dado pelos boiardos, que aceitariam o moderado Vladislau, mas não o pró-católico e antiortodoxo Sigismundo. Em conseqüência disto, a facção moscovita pró-Polônia desapareceu e a guerra ressurgiu em 1611, com os poloneses perdendo o controle de Moscou, mas capturando a importante cidade de Smolensk. Contudo, devido a problemas internos tanto na República das Duas Nações quanto na Moscóvia, ocorreu pouca ação militar entre 1612 e 1617, quando Sigismundo fez uma última e fracassada tentativa para conquistar a Moscóvia. A guerra finalmente terminou em 1618 com o Armistício de Deulino, que concedeu à República certas concessões territoriais, mas não o controle sobre a Moscóvia. A Moscóvia emergiu assim da guerra com sua independência intocada.

## Nomes da guerra
A Guerra polaco-moscovita (1605–1618) recebe freqüentemente outros nomes, tais como a Guerra polaco–russa de 1605–1618. A guerra é também dividida em Primeira Dimitríade (1605–1606) e Segunda Dimitríade (1607–1609) e a Guerra polaco-moscovita (russa) (1609–1618), que pode por sua vez ser dividida em duas guerras de 1609–1611 e 1617-1618. Na historiografia polonesa, as guerras são normalmente chamadas de Dymitriady e pode ou não incluir a campanha de 1617-1618, que às vezes é chamada de campanha Chodkiewicz (moscovita). Segundo a historiografia russa, os eventos caóticos da guerra fazem parte do "Tempo de Dificuldades" (смутное время). Os conflitos com os poloneses normalmente são chamados de Invasão polonesa, Intervenção polonesa ou mais especificamente a Intervenção polonesa do início do século XVII.

## Prelúdio para a guerra
No final do século XVI e início do XVII, a Moscóvia era um estado em crises políticas e econômicas. Depois da morte do tsar Ivan IV Grozny (Ivan, o Terrível) em 1584 e a presumida morte de seu filho Dimitri em 1591, várias facções competiam para o trono do tsar. Em 1598 Boris Godunov assumiu o trono, mesmo com a suspeita de ter sido o mandante do assassinato de Dimitri. Porém, Godunov não conseguiu esmagar toda a oposição ao seu governo.
No ano de 1600 uma missão diplomática polaco-lituana chefiada pelo Grão-chanceler lituano Lew Sapieha com Eliasz Pielgrzymowski e Stanisław Warszycki chegaram a Moscou e propuseram uma aliança entre a República das Duas Nações e a Moscóvia, que incluiria uma futura união pessoal. Eles propunham que após a morte de um monarca sem herdeiros, o outro se tornaria rei dos dois países. Mas o Tsar Godunov não aceitou a união proposta e só concordou em estender por mais vinte e dois anos (até 1622) o acordo de Paz de Jam Zapolski.
Sigismundo e os magnatas poloneses sabiam muito bem que a República não estava preparada para qualquer invasão mais séria na Moscóvia; o exército polonês era muito pequeno, seu tesouro estava vazio e a guerra não contava com o apoio popular. Entretanto, como a situação na Moscóvia se deteriorava cada vez mais, Sigismundo e muitos dos magnatas da República, especialmente aqueles com propriedades e forças próximas da fronteira moscovita, começaram a procurar um modo de se aproveitar do caos e fragilidade de seu vizinho do leste. Isto se tornou fácil, quando muitos boiardos moscovitas, descontentes com a contínua guerra civil, tentaram atrair vários vizinhos da Moscóvia, inclusive a República das Duas Nações, a intervirem. Alguns deles visando seu próprio benefício, tentaram obter apoio para suas próprias candidaturas ao trono russo (assim como Boris Godunov tinha feito e Mikhail Feodorovich Romanov faria no futuro próximo). Outros se inspiraram em seu vizinho ocidental, a República das Duas Nações e ficaram atraídos por sua Liberdade dourada e juntamente com alguns visionários poloneses planejaram algum tipo de união entre os dois países. Ainda outros tentaram atrelar seus destinos com aqueles da Suécia no que se tornou conhecido como a Campanha De la Gardie e a Guerra ingriana.
Os defensores de uma Comunidade polaco-lituana-moscovita (algumas vezes chamada de unia troista) propunham uma união que envolvia uma política externa e militar comum entre os países; o direito de todo o cidadão de escolher o lugar onde ele quisesse morar, comprar terras e casarem-se uns com os outros; a remoção de barreiras alfandegárias e de trânsito; a introdução de uma moeda única; o aumento da tolerância religiosa na Moscóvia (especialmente o direito de construir igrejas de fé não ortodoxa, uma vez que já há muitos anos se permitia na Polônia a construção de igrejas ortodoxas); e o envio das crianças boiardas para serem educadas nas mais desenvolvidas instituições de ensino polonesas (como a Universidade Jagiellon). Porém, este projeto nunca ganhou muito apoio; muitos boiardos temiam que a Polônia-Lituânia dominasse a Moscóvia e impusessem qualquer coisa que ameaçasse a cultura moscovita, especialmente as políticas de tolerância religiosa, intercasamentos e educação nas escolas polonesas.

## A Primeira Dimitríade (1605-1606)
Durante quase todo o final de seu reinado Sigismundo III esteve ocupado com problemas internos, como a guerra civil na República das Duas Nações e as guerras com a Suécia e Moldávia. Contudo, quando o pretendente ao trono russo, Falso Dimitri I, surgiu na Polônia em 1603, ele logo encontrou apoio suficiente entre os poderosos magnatas como Michał Wiśniowiecki, Lew e Jan Piotr Sapieha, que o proveram com fundos para uma campanha contra Godunov. Os magnatas da República visavam obter vantagens materiais da campanha e controle sobre Dimitri. Além disso, tanto os magnatas poloneses quanto os boiardos moscovitas desenvolveram planos para uma união entre a República e a Moscóvia, semelhantes àqueles que Lew Sapieha tinha discutido em 1600 (quando a ideia foi recusada por Godunov). Por último, a Santa Sé viu em Dimitri uma ferramenta para espalhar o catolicismo pelo Oriente e através dos jesuítas lhe proporcionou alguns fundos e educação com a promessa de que houvesse uma união católica polaco-moscovita e se empreendesse uma guerra contra o Império Otomano. Sigismundo, embora tenha se negado oficialmente a apoiar Dimitri, era sempre favorável a apoiar iniciativas pró-católicos e forneceu-lhe a quantia de 4.000 zlotys– dinheiro suficiente para que conseguisse algumas centenas de soldados. No entanto, alguns dos partidários de Dimitri, especialmente entre aqueles envolvidos nas rebeliões internas, trabalharam ativamente para que Dimitri tomasse o lugar de Sigismundo. Em troca, em junho de 1604 Dimitri prometeu à República a 'metade do território de Smolensk'. Porém, muitas pessoas eram céticas sobre o futuro deste empenho. Jan Zamoyski, contrário à maioria das políticas de Sigismundo, mais tarde iria comparar o caso Falso Dimitri I com as comédias de Plauto ou Terêncio.
Quando Boris Godunov ouviu falar do pretendente, ele alegou que o homem era apenas um ex-monge chamado Grigory Otrepyev (Yury Otrepyev–Grigory foi o nome dado a ele no monastério), apesar desta sua alegação não ter se baseado em informações confiáveis. Indiferentemente disto, seu apoio começou a minguar, especialmente quando ele tentou espalhar falsos rumores. Alguns dos boiardos russos aceitaram a reivindicação de Dimitri e se negaram a continuar a pagar impostos a Godunov.
Dimitri atraiu um número de seguidores, formou um pequeno exército, e, apoiado por 3.500 soldados do exército particular dos magnatas poloneses, mais mercenários comprados pelo próprio Dimitri, seguiu em junho de 1604 para a Rússia. Alguns outros inimigos de Godunov, incluindo aproximadamente 2 000 Cossacos do sul, juntaram-se às forças de Dimitri na sua caminhada para Moscou. As forças de Dimitri realizaram dois combates contra os relutantes soldados russos; o exército de Dimitri ganhou o primeiro em Novogárdia Sevéria, logo capturando Czernicóvia, Putívia, Sevsco e Cursco, mas perderam na batalha de Dobrynichi e quase se desintegrou. A causa de Dimitri só foi salva pela notícia da morte do Tsar Boris.
A morte súbita do Tsar Boris Godunov em 13 de abril de 1605 removeu a principal barreira para o progresso futuro de Dimitri. As tropas russas começaram a se passar para o lado de Dimitri e em 1 de junho os boiardos aprisionaram em Moscou o recém-coroado tsar, filho de Boris Feodor II, a mãe do menino e mais tarde os assassinaram brutalmente. Em 20 de junho o impostor fez sua entrada triunfal em Moscou e em 21 de julho foi coroado tsar pelo novo patriarca de sua própria escolha, o cipriota grego Patriarca Inácio, que como bispo de Ryazan tinha sido o primeiro líder religioso a reconhecer Dimitri como tsar. A aliança com a Polônia avançava com o casamento de Dimitri (por procuração na Cracóvia) com a filha de Jerzy Mniszech, Marina Mniszech, uma nobre polonesa por quem Dimitri se apaixonou quando esteve na Polônia. A nova tsarina ultrajou muitos russos ao se recusar a se converter do Catolicismo para a fé Ortodoxa russa.  O rei da República das Duas Nações Sigismundo foi o principal convidado desse casamento. Marina logo se juntou a seu marido em Moscou, onde foi coroada tsarina em maio.

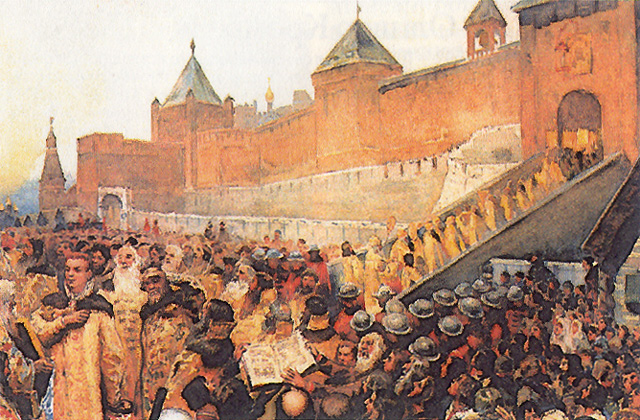
O Falso Dimitri entra em Moscou em 20 de junho de 1605. Pintura de Klavdiy Lebedev.

Porém, a posição de Dimitri era fraca. Muitos boiardos sentiam que podiam conseguir mais influência, até mesmo o trono, por eles mesmos e muitos estavam ainda cautelosos quanto à influência polonesa. A Liberdade dourada, declarando toda a nobreza igual, que era apoiada pela baixa nobreza, causou apreensão nos boiardos mais poderosos. A ponto dos boiardos, chefiados pelo Príncipe Basílio IV, começaram a conspirar contra Dimitri e sua facção pró-polonesa, o acusando de sodomia, de divulgar o Catolicismo romano, os costumes poloneses e vendendo a Moscóvia para os Jesuítas e o Papa. Eles ganharam apoio popular, especialmente por Dimitri ser visivelmente apoiado por umas poucas centenas de homens das forças irregular polonesas que ainda guarneciam Moscou e freqüentemente se ocupavam de vários atos criminosos, enfurecendo a população local.
Na manhã de 17 de maio de 1606, cerca de duas semanas após seu casamento, os conspiradores atacaram violentamente o Kremlin. Dimitri tentou fugir por uma janela, mas quebrou sua perna na queda. Um dos conspiradores o baleou naquele mesmo local. No princípio seu corpo foi posto à mostra, mas depois foi cremado; as cinzas foram atiradas de um canhão na direção de Polônia. O reinado de Dimitri tinha durado apenas dez meses. Vasili Shuisky tomou seu lugar como Tsar. Cerca de quinhentos partidários de Dimitri foram mortos, aprisionados ou forçados a deixarem a Moscóvia.

## A Segunda Dimitríade (1607-1609)
O Tsar Vasili Shuiski era fraco e impopular na Rússia e seu reinado estava longe da estabilidade. Ele era tido como antipolonês; havia liderado o golpe contra o primeiro Falso Dimitri, mandado matar cerca de 500 soldados poloneses em Moscou e aprisionado um enviado da Polônia. A guerra civil se tornou mais intensa e em 1607 surgiu o Falso Dimitri II, novamente apoiado por alguns magnatas poloneses e 'reconhecido' por Marina Mniszech como sendo seu primeiro marido. Isto trouxe a ele o apoio dos magnatas da República das Duas Nações que haviam anteriormente apoiado o Falso Dmitriy I. Adam Wiśniowiecki, Roman Różyński, Jan Piotr Sapieha decidiram apoiar o segundo pretendente bem como, suprí-lo com alguns novos fundos e cerca de 7.500 soldados. A pilhagem de seu exército, principalmente dos infames mercenários Lisowczycy liderados por Aleksander Lisowski, contribuiu para que surgissem cartazes que diziam: "três pragas: tifo, tártaros, poloneses". Em 1608 juntamente com Aleksander Kleczkowski, Lisowczycy, liderando algumas centenas de Cossacos (kozacy dońscy) que habitavam as margens do rio Don, a ralé da szlachta e mercenários derrotaram o exército do tsar Vasili Shuisky chefiado por Zakhary Lyapunov e Ivan Khovansky perto de Zaraysk e capturaram Mikhailov e Kolomna. Em seguida Lisowczycy avançou em direção a Moscou, mas foi vencido em Niedźwiedzi Bród, perdendo a maior parte de sua pilhagem. Quando Jan Piotr Sapieha falhou na conquista de Troitse-Sergiyeva Lavra, Lisowczycy retirou-se para as vizinhanças de Rakhmantsevo. Logo, porém, recomeçaram as pilhagens em Kostroma, Soligalich e em algumas outras cidades.
Dimitri rapidamente capturou Karachev, Bryansk e outras cidades. Ele recebeu reforços dos poloneses e na primavera de 1608 avançou sobre Moscou, derrotando o exército do tsar Basílio IV em Bolkhov. As promessas de Dimitri de confiscar todas as propriedades dos boiardos atraíram para o seu lado muitas pessoas comuns. A aldeia de Tushino, próxima da capital, foi transformada em um campo armado, onde Dimitri reuniu seu exército. Suas forças eram constituídas inicialmente de 7.000 soldados poloneses, 10.000 cossacos e 10.000 outros soldados, incluindo antigos participantes da fracassada revolta de Zebrzydowski, mas sua força cresceu gradativamente em poder e logo excedeu a 100.000 homens. Ele elevou outro cativo ilustre, Feodor Romanov, ao grau de patriarca, empossando-o como Patriarca Filaret e ganhou a submissão das cidades de Yaroslavl, Kostroma, Vologda, Kashin e diversas outras. Contudo, seu sucesso logo se inverteria, quando a República das Duas Nações resolveu tomar parte mais ativa na guerra civil moscovita.

## Guerra polaco-moscovita (1609-1618)

### Vitórias polonesas (1609-1610)

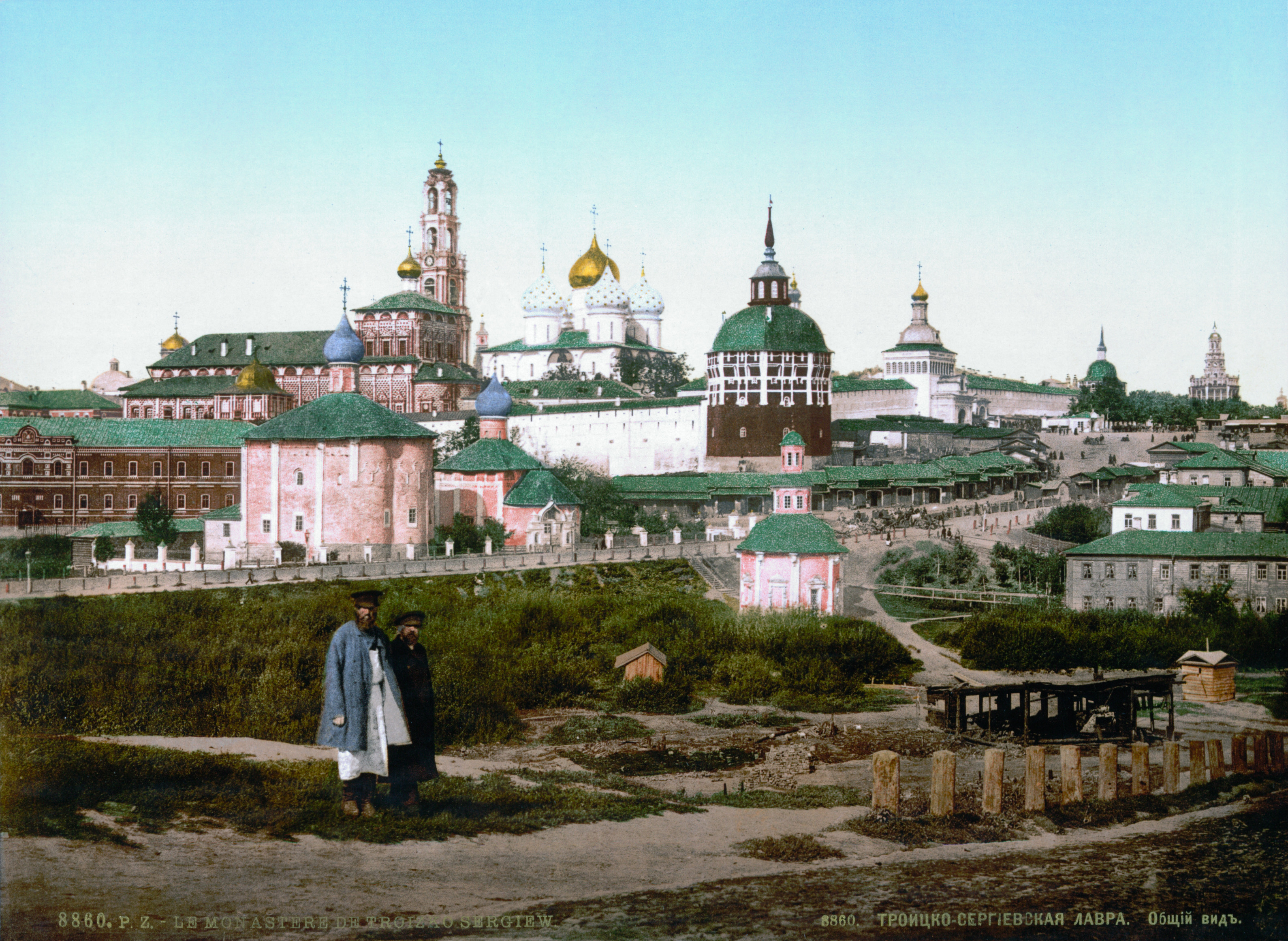
Monges ortodoxos liderados pelo cronista Avraamy Palitsyn bravamente deferenderam a cidade de Troitse-Sergiyeva Lavra contra os agressores poloneses de setembro de 1609 a janeiro de 1611. Fotocromo do século XIX.

Em 1609 a revolta de Zebrzydowski terminou quando o tsar Vasili assinou uma aliança militar com Carlos IX da Suécia naquele ano (em 28 de fevereiro de 1609). O rei da República das Duas Nações, Sigismundo III, cujo objetivo principal era recuperar o trono da Suécia, conseguiu a permissão da Sejm para declarar guerra à Moscóvia. Ele via nisso uma excelente oportunidade de expandir o território da República e sua esfera de influência, na esperança de que uma eventual conseqüência da guerra fosse transformar a Rússia ortodoxa em um país católico (nisto ele foi fortemente apoiado pelo Papa) e o possibilitasse atacar a Suécia. Este plano também lhe permitia atrair os numerosos ex-apoiadores de Zebrzydowski, com promessas de riquezas e fama que seriam dados àqueles que se aventurassem a uma campanha para além da fronteira leste da República. Um livro publicado naquele ano por Paweł Palczwski, Kolęda moskiewska, comparava a Moscóvia com os impérios indígenas do Novo Mundo, com muitas cidades cheias de ouro e fáceis de conquistar. Posteriormente, alguns boiardos moscovitas asseguraram a ele seu apoio oferecendo ao Príncipe Vladislau, filho de Sigismundo III, o trono. No início, Sigismundo III não havia demonstrado interesse em empregar seu tempo ou o exército polonês para resolver o conflito interno na Moscóvia, mas em 1609 aqueles fatores fizeram-lhe reavaliar e drasticamente mudar sua política.

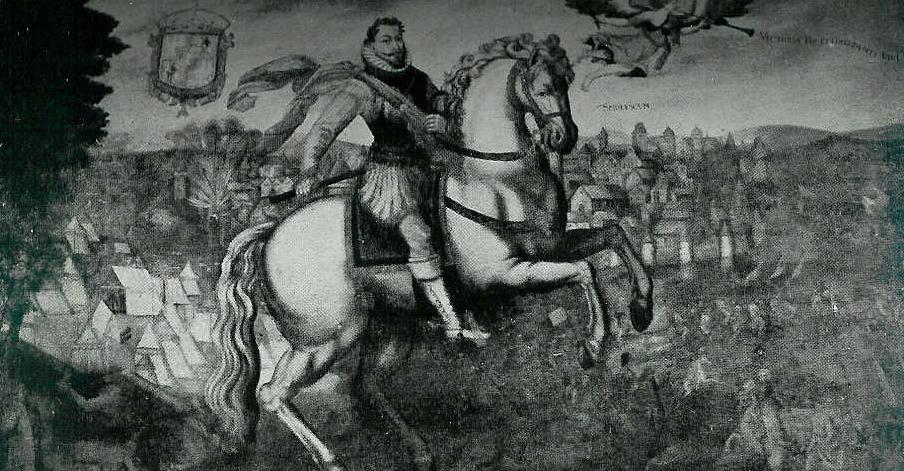
Sigismundo III em Smolensk por Tommaso Dolabella.

Embora muitos nobre e soldados poloneses estivessem lutando naquele tempo para o Falso Dimitri, Sigismundo III e as tropas sob seu comando não estavam apoiando as pretensões de Dimitri, pois Sigismundo III queria o trono da Rússia para si mesmo. A entrada do Rei Sigismundo III na Moscóvia fez com que a maior parte do apoio polonês ao Falso Dimitri II o abandonasse e contribuiu para a sua derrota. Uma série de desastres subseqüente fez com que o Falso Dimitri II fugisse do seu acampamento disfarçado em camponês e fosse para Kostroma juntamente com Marina. Dimitri ainda fez um último ataque a Moscou, mas, sem sucesso e apoiado pelos cossacos, recuperou o controle sobre todo o sudeste da Rússia. Contudo, ele foi morto, quando estava bêbado, em 11 de dezembro de 1610 por um tártaro integrante do Canato Qasim, Pyotr Urusov, a quem Dimitri havia açoitado em uma ocasião anterior.

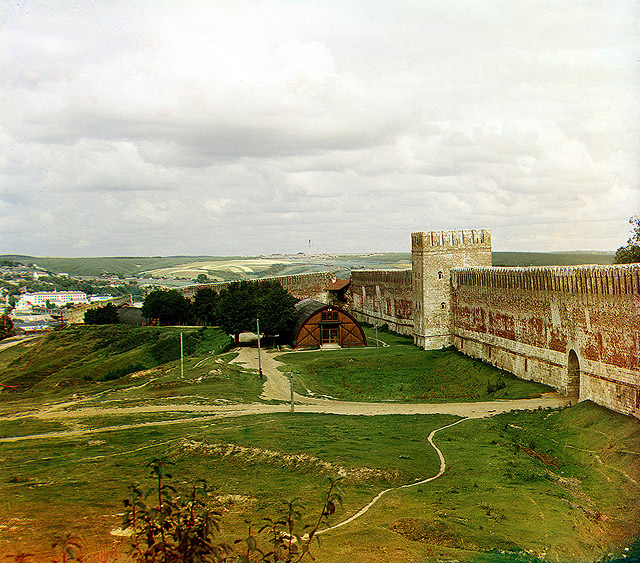
Muralhas da fortaleza do século XVI em Smolensk

Um exército da República das Duas Nações sob o comando do hetman Stanisław Żółkiewski, que era a princípio contrário a este conflito, mas que não podia desobedecer às ordens do rei, cruzou a fronteira e em 29 de setembro de 1609 sitiou Smolensk, uma importante cidade que a Rússia tinha tomado da Lituânia em 1514. Smolensk era defendida por menos de 1.000 russos comandados pelo voivod Mikhail Shein, enquanto que Żółkiewski comandava 12.000 tropas. Porém, Smolensk tinha uma significativa vantagem: o tsar anterior, Boris Godunov, havia providenciado a fortificação da cidade com uma volumosa fortaleza completada em 1602. Os poloneses a acharam impenetrável; eles estabeleceram um longo cerco sobre a cidade, ataques de artilharia, escavaram túneis sob os muros e construíram baluartes, cujos vestígios podem até hoje serem vistos. O cerco durou vinte meses até que os poloneses conseguissem tomar a fortaleza.
Nem todos os ataques da República tiveram êxito. Um ataque anterior, conduzido pelo hetman Jan Karol Chodkiewicz com 2.000 homens, terminou em derrota quando o exército não pago da República se rebelou e obrigou seu líder a se retirar do coração da Rússia e voltar para Smolensk. Não fosse o príncipe herdeiro, Vladislau, ter chegado tão tardiamente com reforços e a guerra teria tomado um rumo diferente. Enquanto isso, Lisowczycy tomou Pskov em 1610 e entrou em confronto com os suecos que operavam na Moscóvia durante a Guerra ingriana.
Todo o tempo, várias visões diferentes da campanha e metas políticas surgiam no acampamento polonês. Alguns dos antigos participantes da Revolta de Zebrzydowski, oponentes de Sigismundo propunham atualmente que Sigismundo fosse destronado e Dimitri ou mesmo Shuisky fosse eleito rei. Żółkiewski, que desde o princípio se opôs a invasão da Moscóvia, entrou em conflito com o Rei Sigismundo III com relação à extensão, métodos e meta da campanha. Żółkiewski representava a visão tradicionalista da nobreza polonesa, a szlachta, que não apoiava atos agressivos e guerras perigosas contra um forte inimigo como a Moscóvia. Pelo contrário, Żółkiewski era favorável a uma união pacífica e voluntária, como havia ocorrido com a Lituânia. Żółkiewski ofereceu aos  boiardos russos direitos e liberdade religiosa, prevendo uma associação que resultaria na criação da Comunidade polaco-lituana-moscovita. Para este fim, ele sentia que a cooperação de Moscou deveria ser obtida por meio da diplomacia, não pela força. Sigismundo III, porém, não queria se ocupar com transações e acordos políticos, especialmente quando estes tinham que incluir concessões à Igreja Ortodoxa. Sigismundo era um divulgador, um apoiador quase fanático da Igreja Católica, da Contra-Reforma e acreditava que ele poderia superar tudo, tomar Moscou à força e então impor suas próprias regras juntamente com as regras da Igreja Católica Romana.

### Poloneses em Moscou (1610)
Em 31 de janeiro de 1610 Sigismundo recebeu uma delegação de boiardos contrários a Shuisky, que pediam para Vladislau se tornar o tsar. Em 24 de fevereiro Sigismundo enviou-lhes uma carta na qual ele aceitava o pedido, mas somente quando Moscou estivesse em paz.
O hetman Żółkiewski, cuja outra opção era apenas a de se amotinar, decidiu seguir as ordens do rei e partiu de Smolensk em 1610, deixando apenas uma pequena força  necessária para manter o cerco. Com o reforço dos cossacos, ele marchou para Moscou. Contudo, como ele temia e havia previsto, tão logo as forças polaco-lituanas avançaram em direção ao leste, devastando terras moscovitas e quando a falta de vontade de Sigismundo em manter suas promessas tornou-se cada vez mais aparente, muitos daqueles que apoiavam os poloneses e o segundo Falso Dimitri mudaram de lado e foram compor a facção antipolonesa de Shuiski.
As forças russas sob o comando de Grigory Voluyev estavam vindo para libertar Smolensk e aumentar as defesas de Tsaryovo-Zaimishche (Carowo, Cariewo, Tsarovo-Zajmiszcze) com a finalidade de barrar o avanço polonês em direção a Moscou. O sítio a Tsaryovo começou em 24 de junho. Contudo, os russos não estavam preparados para um cerco prolongado e tinham pouca comida e água no interior do forte. Voluyev enviou um pedido para Dmitriy Shuisky (irmão do Tsar Shuiski) para vir em seu auxílio e derrubar o cerco. As tropas de Shuiski marcharam para Tsaryovo, não pelo caminho direto, mas fazendo uma volta por Klushino, esperando chegar a Tsaryovo pelo caminho da retaguarda. Shuyski recebeu ajuda das forças suecas sob o comando de Jacob Pontusson De la Gardie.
Żółkiewski soube das forças de socorro de Shuiski e dividiu suas forças para interceptar as forças moscovitas antes que eles chegassem a Tsaryovo e levantassem o cerco. Ele partiu à noite de modo que Voluyev não notaria sua ausência. As forças combinadas moscovitas e suecas foram derrotadas em 4 de julho de 1610 na batalha de Klushino (Kłuszyn), onde 5.000 homens da elite da cavalaria polonesa, os hússares sob o comando do hetman Stanisław Żółkiewski, derrotaram o numericamente superior exército russo de aproximadamente 35.000-40.000 soldados. Esta gigante e surpreendente derrota das forças moscovita deixou todos abalados e abriu uma nova fase no atual conflito.

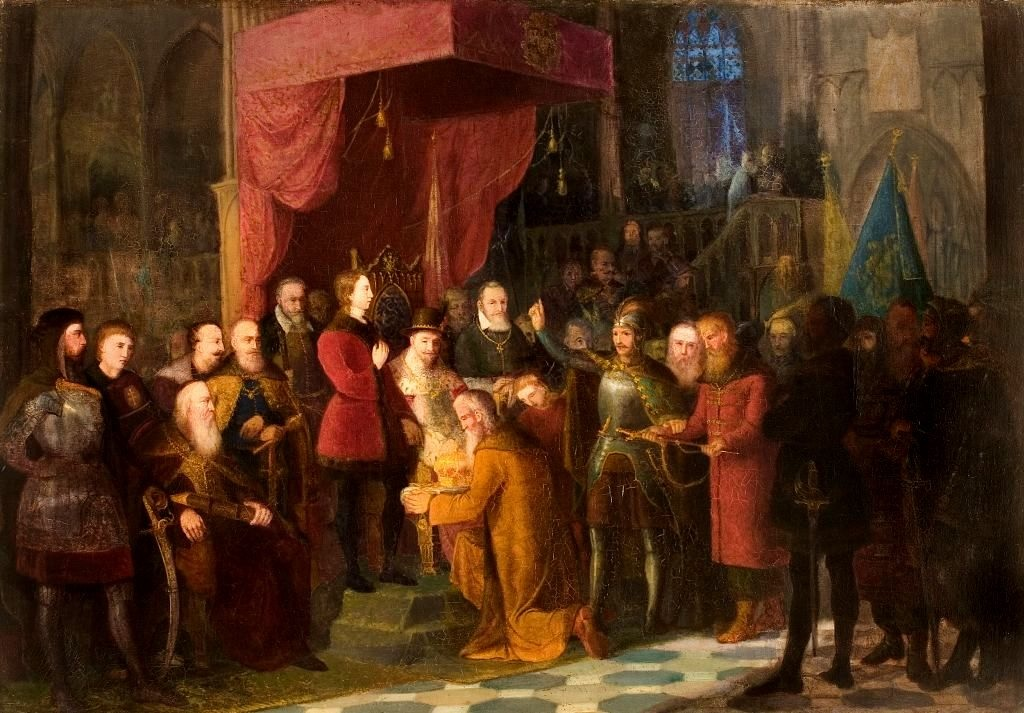
"O Tsar Shuyski levado por Zólkiewski para a Sejm em Varsóvia diante de Sigismundo III" por Jan Matejko, óleo sobre tela.

Depois que a notícia de Klushino se espalhou, o apoio ao tsar Shuiski quase que desapareceu por completo. Żółkiewski logo convenceu as forças moscovitas em Tsaryovo, que eram bem mais fortes do que as de Kłuszyn, a capitularem e a jurarem lealdade a Vladislau. Então ele as incorporou a seus exércitos e seguiu em direção a Moscou. Em agosto de 1610 muitos boiardos moscovitas aceitaram que Sigismundo III era o vitorioso e que Vladislau se tornasse o próximo tsar caso ele se convertesse à Ortodoxia. A Duma russa votou em que o Tsar Shuiski fosse retirado do trono. A família de Shuiski, incluindo os tsares, foi capturada e Shuiski foi levado segundo notícias a um monastério, forçado a se barbear e ter os cabelos raspados como um monge, e mantido preso sob guarda no monastério. Ele foi mais tarde enviado a Varsóvia, como um tipo de troféu de guerra e provavelmente morreu em Gostyn.
Logo após Shuiski ter sido preso, tanto Żółkiewski quanto o segundo Falso Dimitri chegaram a Moscou com seus exércitos. Foi um momento tenso, preenchido com a confusão do conflito. Vários pró- e antipoloneses, suecos e facções boiardas locais competiam  para o controle temporário da situação. O exército moscovita e as próprias pessoas estavam confusos em saber se aquilo era uma invasão e eles deveriam fechar e defender a cidade, ou se eram forças de libertação a quem eles deveriam permitir que entrassem e serem bem recebidos como aliados. Depois de algumas escaramuças, a facção pró-polonesa tomou conta da situação e foi permitido aos poloneses entrarem em Moscou. Os boiardos abriram os portões de Moscou para as tropas polonesas e pediram para que Żółkiewski os protegesse dos anarquistas. O Kremlin foi então guarnecido pelas tropas polonesas comandadas por Aleksander Gosiewski. Em 27 de julho um tratado foi assinado entre os boiardos e Żółkiewski garantindo aos boiardos moscovitas os mesmos vastos privilégios que tinha a szlachta polonesa, em troca por seu  reconhecimento de que Vladislau, filho de Sigismundo III, era o novo tsar. Porém, Żółkiewski não sabia que Sigismundo, que permanecia em Smolensk, já tinha outros planos.

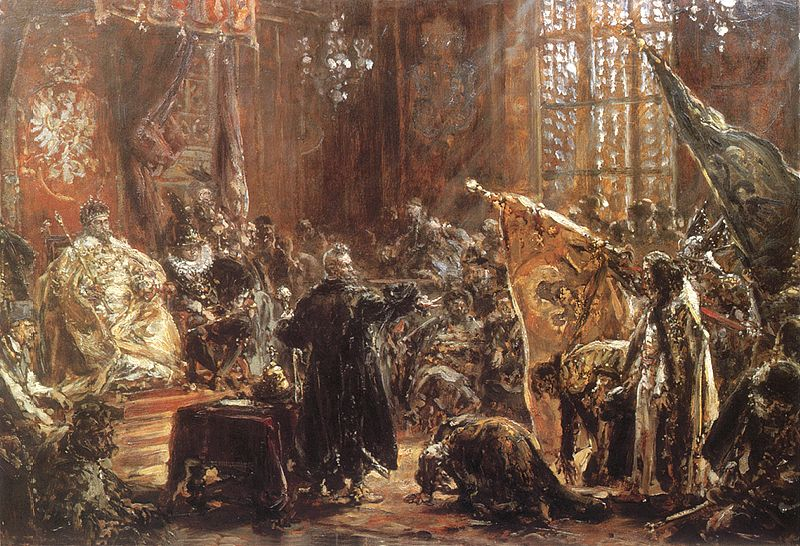
"O Tsar Shuyski na Sejm em Varsóvia" por Jan Matejko, óleo sobre tela.

Enquanto isso, Żółkiewski e o segundo Falso Dimitri, anteriormente aliados relutantes, começaram a tomar rumos diferentes. O segundo Falso Dimitri tinha perdido muito de sua influência sobre a corte polonesa e Żółkiewski tentaria afastar Dimitri da capital. Żółkiewski logo iniciou um manobra para colocar no trono russo um tsar de origem polonesa, particularmente o Príncipe Vladislau de 15 anos de idade. Anteriormente durante o Tempo de Dificuldades, os boiardos tinham oferecido o trono para Vladislau em pelo menos duas ocasiões, na esperança de ter um liberal da República das Duas Nações e encerrando com os governos despóticos de seus atuais tsares. Devido o trabalho de Żółkiewski, as facções pró-poloneses dentre os boiardos (Fyodor Mstislavsky, Vasily Galitzine, Fyodor Sheremetev, Daniil Mezetsky, Vasily Telepnyov e Tomiło Łagowski) ganharam dominância uma vez mais e a maioria dos boiardos disseram que apoiariam Vladislau para o trono, caso se convertesse a Ortodoxia e caso a Polônia-Lituânia devolvesse as fortalezas que haviam capturado na guerra.
Porém, Sigismundo, apoiado por alguns dos mais devotados szlachta, era completamente contra a conversão do príncipe. A partir dali a planejada união polaco-lituana-moscovita começou a desmoronar. Ofendidos e enfurecidos por Sigismundo, os boiardos anteriormente apoiadores de Vladislau, agora estavam divididos entre eleger Vasily Galitzine, Miguel Romanov (também com 15 anos de idade), ou o segundo Falso Dimitri. Żółkiewski agiu rapidamente, fazendo promessas sem o consentimento do então ausente rei e os boiardos elegeram Vladislau como o novo tsar. Żółkiewski tinha exilado da Rússia os dois mais proeminentes opositores, Fyodor Romanov, pai de Miguel e o patriarca de Moscou, a fim de assegurar o apoio polonês. Depois da eleição de Vladislau como tsar, o segundo Falso Dimitri fugiu de Tushino, uma cidade próxima a Moscou, para a sua base em Kaluga. Contudo, sua posição era precária mesmo lá, e ele foi assassinado em 20 de dezembro por um de seus próprios homens. Marina Mniszech, pensou que estivesse grávida do novo "herdeiro" do trono russo, Ivan Dmitriyevich e ela seria ainda um elemento da política moscovita até a sua morte em 1614.
Porém, Vladislau teve de enfrentar a oposição de um aparentemente improvável partido: seu pai. Quando Żółkiewski retornou para se encontrar com Sigismundo em Smoleńsk em  novembro daquele ano, Sigismundo III mudou de opinião e decidiu que ele poderia ganhar o trono russo para si mesmo. A maioria dos russos se opôs à mudança, principalmente porque Sigismundo não escondia a sua intenção de tornar a Moscóvia um país católico. Żółkiewski encontrava-se em uma posição desconfortável, pois havia prometido aos boiardos que o Príncipe Vladislau era o representante polonês ao trono da Rússia e ele sabia que eles não aceitariam o Rei Sigismundo III, que era impopular em toda a Rússia. Contudo, ele também havia explicado isto para o seu rei, que estava convicto, de suas conquistas no oeste, de sua popularidade na Rússia. Żółkiewski, extremamente desapontado com Sigismundo, retornou a Polônia. O Rei Sigismundo III chegou a um acordo; ele decidiu que permitiria que seu filho tomasse o trono e que ele governaria como regente até Vladislau atingir a maioridade. Deste modo, ele requereu que os boiardos que haviam jurado submissão ao Príncipe Vladislau jurassem também submissão a ele. Os boiardos foram mais resistentes ao seu pedido e apoiados pelos poloneses quebraram a promessa. Vladislau nunca foi capaz de ter o poder real e a guerra logo recomeçou. Sigismundo e Vladislau deixaram a cidade por razão de segurança assim que as tensões começaram a crescer e a pequena guarnição polonesa no Kremlin logo tornou-se isolada e sujeita a crescente hostilidade, cada vez mais à medida que boiardos anteriormente pró-poloneses mudavam de facção. As forças polonesas fora de Moscou sob o comando de Jan Piotr Sapieha entraram em confronto com as crescentes forças antipolonesas do assim chamado Primeiro Exército Voluntário, chefiado por Prokopy Lyapunov.
Enquanto isso, o cerco a Smolensk continuava, mesmo quando Vladislau foi nomeado tsar da Rússia e cidades e fortes por toda a área juravam submissão aos poloneses. Porém, Sigismundo III requereu que Smolensk não apenas jurasse submissão, mas abrisse seus portões aos poloneses, coisa que os russos recusaram a fazer. Żółkiewski reforçou Moscou com seu exército e retornou ao Rei Sigismundo III, que permanecia em Smolensk enquanto Żółkiewski negociava em Moscou. O avanço maior para escavar uma passagem sob os muros de Smolensk aconteceu em dezembro de 1610; mesmo assim, os poloneses somente conseguiram destruir a parte externa do muro ficando ainda intacta a sua parte interna. O cerco continuou. Em um certo momento, os canhões poloneses abriram uma brecha no muro e o voivoda de Braclaw (Bracław) ordenou a seus soldados que penetrassem nele; porém, os russos tinham previsto onde a brecha aconteceria e reforçaram aquela parte do muro com um contingente adicional de homens. Ambas as tropas foram massacradas e os poloneses recuaram.

### A guerra recomeça (1611)

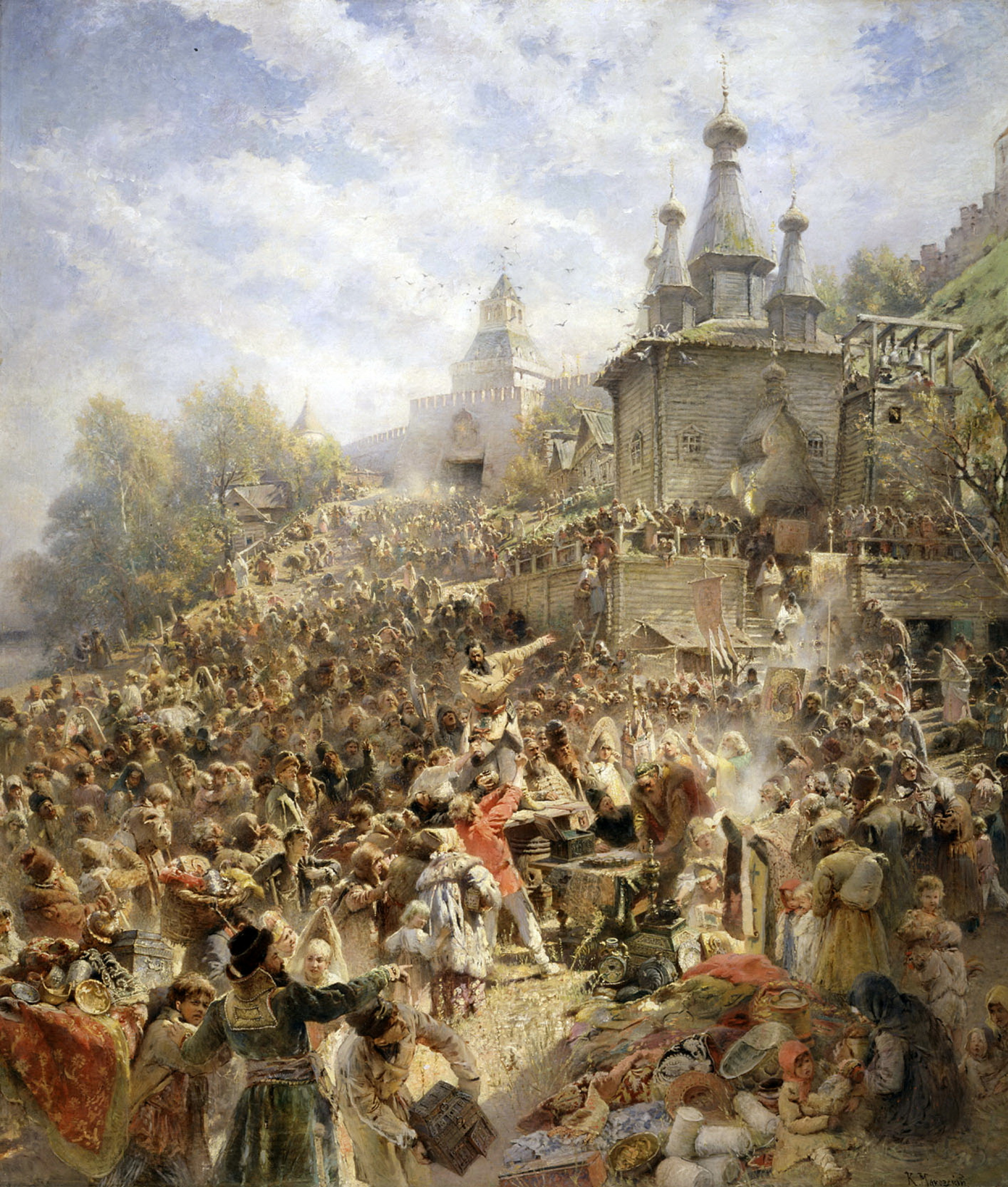
Proclamação de Kuzma Minin. Pintado por Konstantin Makovsky.

Uma revolta em Moscou em 1611 contra a guarnição polonesa marcou o fim da tolerância russa em relação à intervenção da República das Duas Nações. Os cidadãos de Moscou tinham voluntariamente participado de um golpe em 1606, matando cerca de 500 soldados poloneses. Agora, governados pelos poloneses, eles mais uma vez se revoltaram. Os burgueses de Moscou invadiram o local onde estavam guardadas as armas e munições, mas as tropas polonesas derrotaram a primeira onda de atacantes e a luta resultou em um grande incêndio que consumiu parte de Moscou. De julho em diante a situação das forças da República começou a se agravar, com a revolta isolando as forças polonesas no interior do Kremlin. Segundo notícias, os poloneses tinham feito prisioneiro o líder da Igreja Ortodoxa, o Patriarca Germogen. Quando os russos atacaram Moscou, os poloneses lhe ordenaram, por ser o homem com a maior autoridade sobre os russos naquele tempo, que assinasse uma declaração cancelando os ataques. Germogen se recusou e foi morto. A guarnição polonesa do Kremlin achava-se então sitiada.
Enquanto isso, nesse mesmo ano, o príncipe Dmitry Pozharsky foi convidado a comandar a oposição pública contra os poloneses, organizada pelo grêmio dos comerciantes de Nizhny Novgorod, com o respeitado açougueiro da cidade (literalmente, um comerciante de carne) Kuzma Minin cuidando do dinheiro doado pelos comerciantes de maneira a criar o Segundo Exército de Voluntários (russo: Второе народное ополчение). Quando parte do exército polonês se amotinou em janeiro de 1612 devido a salários não pagos e se retirou de Moscou em direção à República, as forças do Segundo Exército de Voluntários reforçaram as outras forças moscovitas antipolonesa em Moscou. O poderoso exército de 9.000 poloneses sob o comando do hetman Jan Karol Chodkiewicz tentaram suspender o cerco e atacaram as forças moscovitas, com o objetivo de estabelecer uma ligação com as forças polonesas no Kremlin em 1 de setembro. As forças polonesas usaram ataques de cavalaria em campo aberto, utilizando táticas que eram novas para eles: a escolta de uma fortaleza móvel pela cidade. Após os primeiros sucessos poloneses, o reforço cossaco aos moscovitas forçou as forças de Chodkiewicz a se retirarem de Moscou.

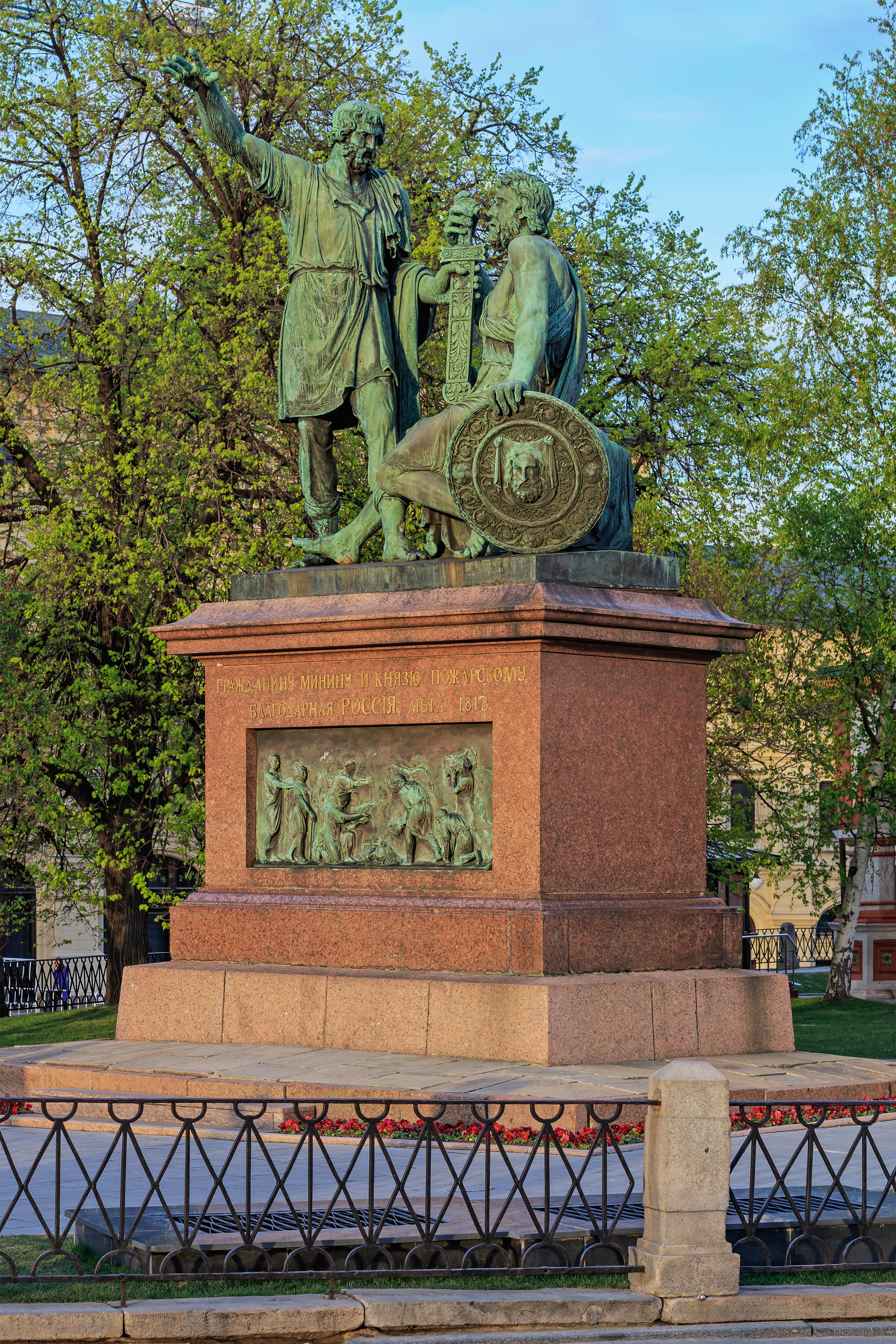
Monumento a Minin e Pozharsky em Moscou.

Reforços russos sob o comando do príncipe Pozharski privaram a guarnição polonesa de qualquer alimento (havia relatos de canibalismo) e forçaram sua rendição em 1 de novembro (embora algumas fontes tragam 6 de novembro ou 7 de novembro) após dezenove meses de cerco. Um historiador (Parker) escreve vividamente dos soldados poloneses: "Primeiro eles comeram grama e lixo, depois eles comeram uns aos outros e os sobreviventes finalmente se entregaram. O Kremlin de Moscou caiu em 6 de novembro de 1612." Em 7 de novembro, os soldados poloneses retiraram-se de Moscou. Embora a República tenha negociado uma rendição segura, as forças russas massacraram metade das antigas forças de guarnição do Kremlin à medida que eles deixavam a fortaleza. Assim, o exército russo recapturou Moscou.
Em 2 de junho de 1611 Smolensk finalmente caiu em poder dos poloneses. Após suportar um cerco de vinte meses, dois invernos rigorosos e minguadas porções de comida, os russos finalmente atingiram seu limite e viram as tropas polaco-lituanas atravessarem os portões da cidade. O exército polonês, alertados pelo desertor Andrei Dedishin, descobriu uma falha na defesa da fortaleza e em 13 de junho de 1611 o Cavaleiro de Malta Bartłomiej Nowodworski colocou explosivos no canal de esgoto. A explosão criou um grande rombo no muro da fortaleza. A fortaleza caiu no mesmo dia. O restante dos soldados russos se refugiou na catedral e se explodiram com barris de pólvora para evitar a morte pelas mãos dos invasores.

### Uma nova trégua (1612-1617)

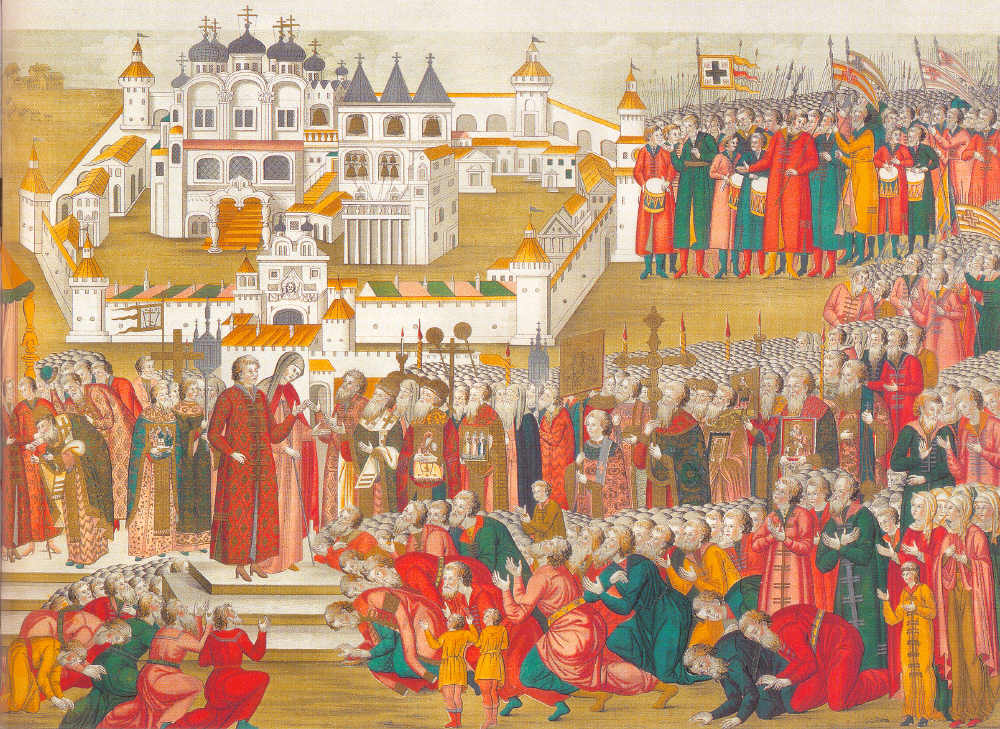
Miguel Romanov, após ser salvo das tropas polonesas por Ivan Susanin, ouvindo sobre sua eleição ao trono russo no Monastério Ipatiev. Fonte: manuscrito ilustrado do século XVII.

Depois da queda de Smolensk, a fronteira polaco-moscovita permaneceu relativamente calma pelos próximos anos. Porém, nenhum tratado havia sido oficialmente assinado. Sigismundo, criticado pela Sejm (o parlamento polonês constituído pelos membros da szlachta, que foram sempre relutantes em arrecadar impostos sobre si mesmos para pagar por qualquer força militar) por seu fracasso em manter Moscou, recebeu um pequeno auxílio financeiro para o exército. Isto levou a um motim do exército regular polonês (wojsko kwarciane), ou mais precisamente a uma específica forma semi-legal de motim praticado na República: uma konfederacja (confederatio). Essa revolta militar foi considerada a maior e mais violenta de toda a história da República e ela pilhou seu território de 1612 até ser encerrada em 17 de maio de 1614 na Batalha de Rohatyn, depois do que os soldados receberam seus soldos. O líder da konfederacja, Jan Karwacki, foi capturado e enviado para a prisão pelo futuro hetman Stanisław Koniecpolski ao seu mentor, hetman Żółkiewski e mais tarde executado em Lwów. O Império Otomano já vinha criticando Sigismundo por não punir os Cossacos na Ucrânia por suas incursões em território turco. Devido a isto, a Polônia-Lituânia não obteve nenhum apoio do Império Otomano em sua guerra.
Enquanto isso, o Tempo de Dificuldades russo estava longe de terminar e a Moscóvia não tinha como tirar proveito da fragilidade da República. Em 21 de fevereiro de 1613 a Zemsky Sobor ("assembléia da terra") nomeou o filho de Fyodor Romanov, Miguel Romanov agora com 17 anos de idade, o novo tsar. Fyodor, agora no cargo de Patriarca Filaret, era um boiardo popular e patriarca de Moscou, um dos muitos boiardos que competiam para obter o controle do trono moscovita durante o Tempo de Dificuldades. Os Romanovs eram de uma família poderosa; a irmã do avô de Miguel foi Anastásia Romanovna, a esposa de Ivan o Terrível. Porém, o novo tsar tinha muitos opositores. Marina Mniszech tentou até a sua morte em 1614 colocar a sua criança como Tsar da Rússia; várias facções de boiardos ainda competiam pelo poder, tentando destronar o jovem Tsar Miguel; e as forças de intervenção suecas (Guerra ingriana) tentaram obter o trono para o seu Duque Carl Philip, mesmo tendo sucesso por alguns meses. Contudo, Philip recebeu ainda menos apoio que Vladislau e os suecos foram logo forçados a se retirarem de Moscou.

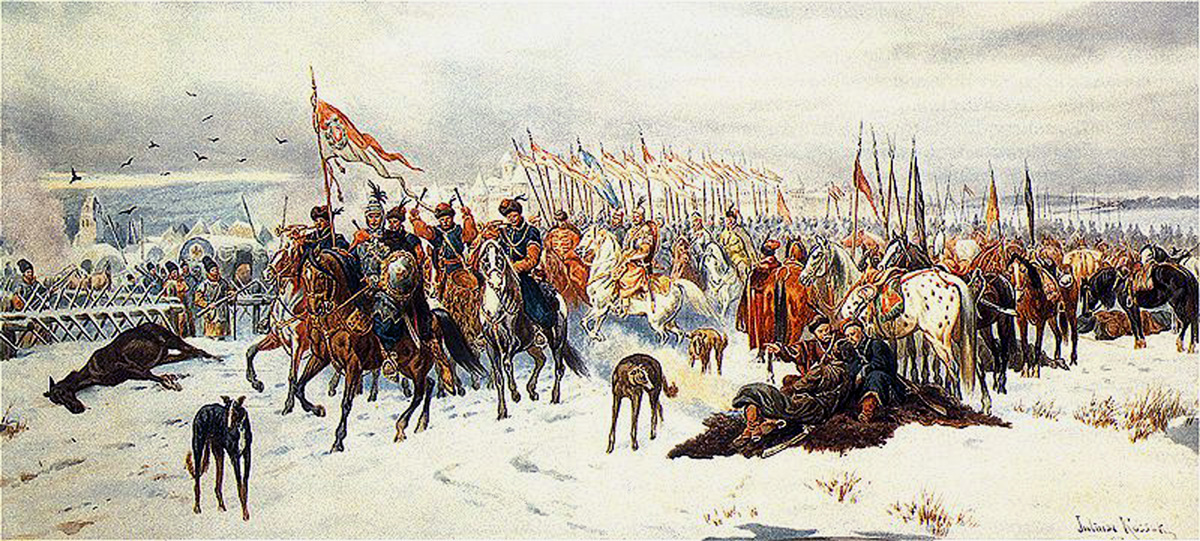
Reforço em Smolensk pelas forças polonesas, por Juliusz Kossak.

Enquanto os dois países eram abalados por conflitos internos, muitas facções menores progrediam. Os mercenários poloneses (Lisowczycy), que foram essenciais na defesa de Smoleńsk em 1612, quando a maioria dos soldados do exército regular (wojsko kwarciane) se amotinaram e se juntaram aos konfederacja rohatynska, estavam satisfeitos em guardar as fronteiras polaco-moscovita contra as incursões russas pelos próximos três anos. Contudo, em 1615 Aleksander Józef Lisowski reuniu vários fora-da-lei e invadiram a Moscóvia. Ele sitiou Bryansk e derrotou a força de socorro sob o comando do Príncipe Yuri Shakhovskoy perto de Karachev. Depois Lisowski derrotou a frente de ataque de uma força muitas vezes superior a sua, sob o comando de Dmitry Pozharsky, que decidiu se defender ao invés de atacar e fortificou suas forças em um acampamento. Lisowczycy quebrou o contato com suas forças, incendiou Belyov e Likhvin, tomou Peremyshl, rumou em direção ao norte, derrotou os exércitos moscovitas em Rzhev, continuou no norte em direção a  Kashin, incendiou Torzhok, e, sem conseguir carregar tanto material resultante das pilhagens retornou à Polônia sem qualquer resistência por parte das forças moscovitas. Lisowski e suas forças permaneceram na fronteira polaco-moscovita até outono de 1616, até que Lisowski de repente se sentiu doente e morreu em 11 de outubro. A formação era então conhecida como Lisowczycy. Apesar da morte de Lisowski, as forças dele permaneceram sendo uma ameaça significativa: em 1616 eles capturaram Kursk e derrotaram as forças russas em Bolkhov.

### A fase final (1617-1618)

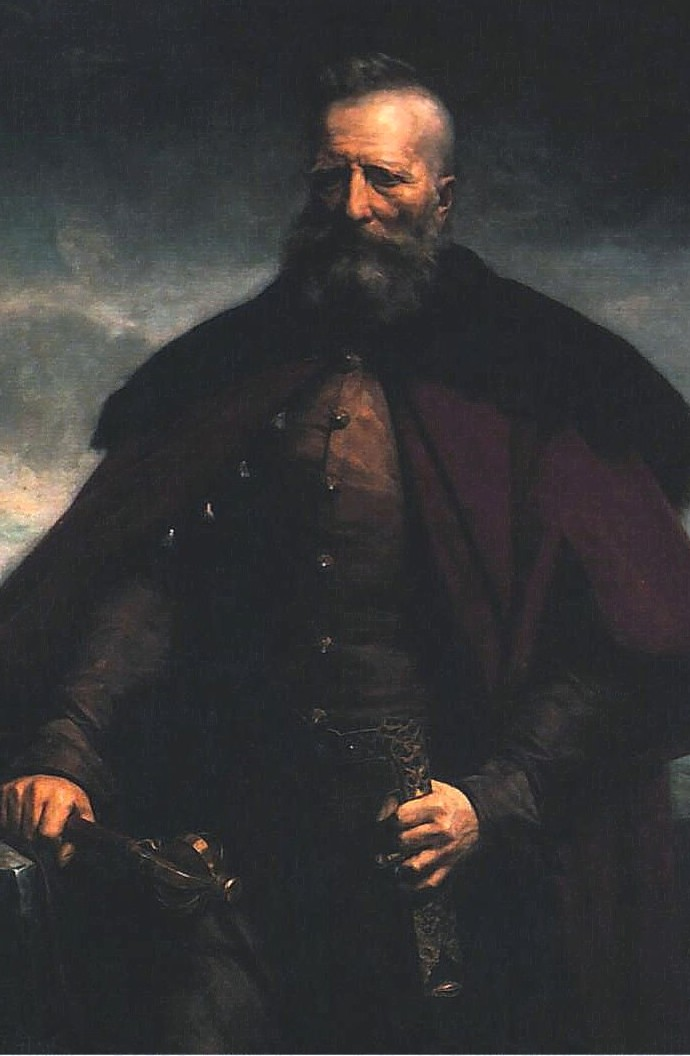
Hetman Jan Karol Chodkiewicz

Posteriormente, o Sejm da Comunidade votou para levantar os fundos necessários para a retomada as operações militares em larga escala. A última tentativa de Sigismundo e Vladislau de ganhar o trono foi uma nova campanha lançada em 6 de abril de 1617. Vladislau era o comandante nominal, mas era o hetman Chodkiewicz quem tinha o controle real sobre o exército. Em outubro, as cidades de Dorogobuzh (Дорогобуж, Drohobuż, Drohobycz) e Viazma (Вязьма, Wiaźma) se renderam rapidamente, reconhecendo Vladislau como o czar. No entanto, as forças da Comunidade encontraram resistência obstinada perto de Mojaisk, e os planos de Chodkiewicz para um avanço rápido para Moscou fracassaram. Vladislau não tinha forças suficientes para avançar para Moscou novamente, especialmente porque o apoio russo aos poloneses estava praticamente terminado naquela época. Em 1618, Petro Konashevych-Sahaidachny concordou em se juntar à campanha contra o Czarado da Rússia. Seu exército de cossacos zaporójianos invadiu do sul, capturou e saqueou várias cidades, como Livny, Yelets, Dankov, etc., e se dirigiu para Moscou. O exército russo que se opunha aos poloneses recuou para Moscou e, em 2 de outubro, Chodkiewicz e Sahaidachny lançaram um cerco à capital russa. No entanto, seus exércitos não estavam prontos para um longo cerco e, pouco depois do fracasso do ataque noturno de 10 a 11 de outubro, o cerco foi levantado. As negociações começaram e um tratado de paz foi assinado em dezembro de 1618.

## Resultado

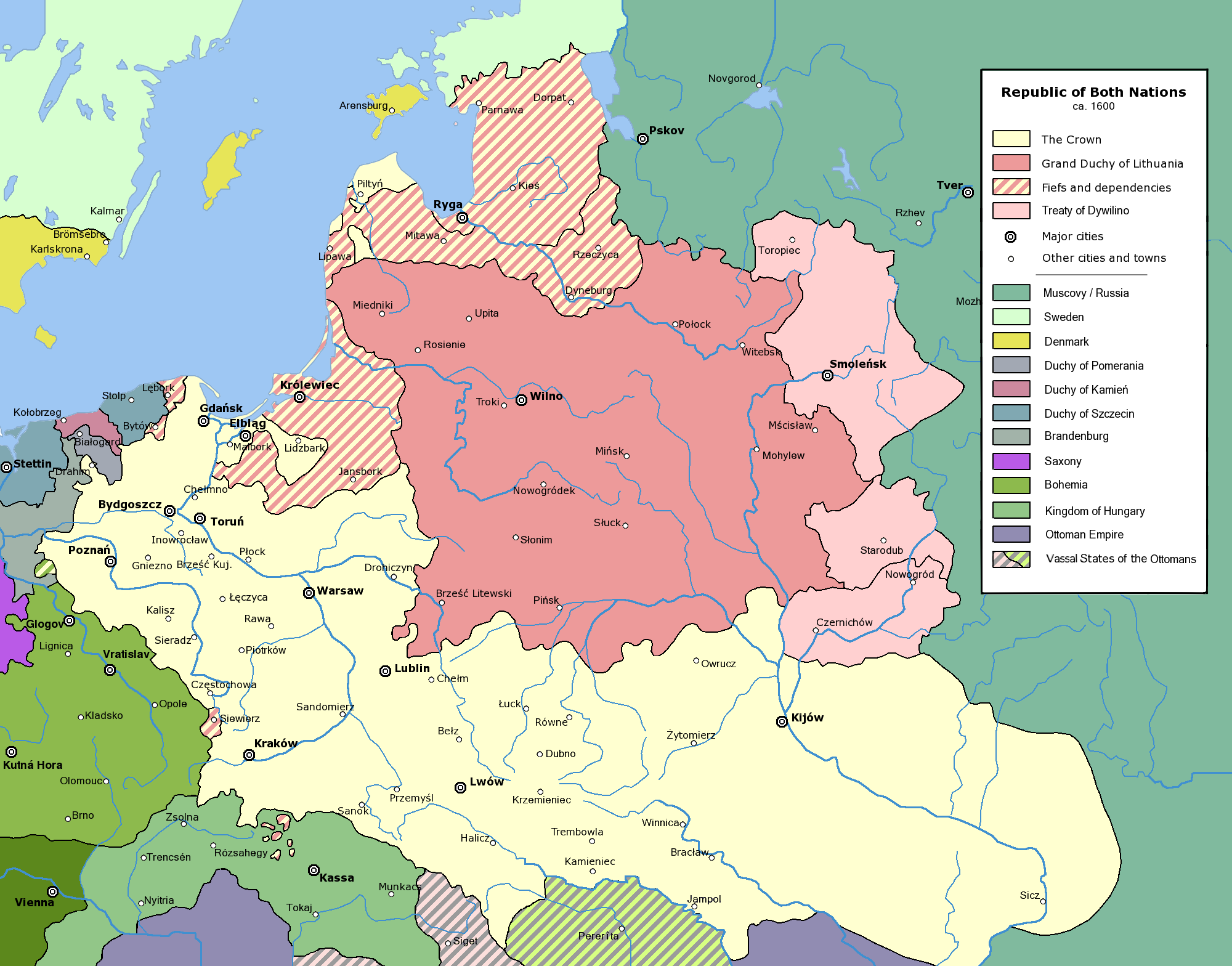
Fronteiras após o Tratado de Dywilino de 1618. Os territórios conquistados pela Polônia marcados com a cor rosa.

No final de tudo, Sigismundo não conseguiu tornar-se tsar ou assegurar o trono para o seu filho Vladislau, mas ele conseguiu aumentar o território da República das Duas Nações. Em 11 de dezembro de 1618 o Armistício de Deulino (também conhecido como Tratado de Dywilino), deu à República o controle sobre alguns dos territórios conquistados, incluindo os territórios de Chernihiv (Czernihów), Severia (Siewiersk), a cidade de Smolensk e declarado uma paz de quinze anos. Vladislau se recusou a renunciar à intenção de obter ainda o trono russo, mesmo após Sigismundo já tê-lo feito. Embora a República tenha ganhado alguns territórios, em termos de dinheiro e vidas foi uma vitória muito cara.
Em 1632 o Armistício de Deulino expirou e as hostilidades imediatamente retomaram seu curso no conflito que ficou conhecido como a Guerra de Smolensk. Desta vez a guerra foi iniciada pelos russos, que tentaram explorar a pretensa fragilidade da República após a morte de Sigismundo III. Porém, eles não conseguiram reconquistar Smolensk e aceitaram o Tratado de Polanowo em 1634. Os russos tiveram que pagar 20.000 rublos aos poloneses, mas Vladislau teve de renunciar às suas pretensões ao trono moscovita e reconheceu Miguel como o legítimo tsar da Rússia, bem como devolveu a insígnia real russa.

## Legado moderno
A história das Dimitríades e dos Falsos Dimitris provou ser útil às gerações futuras para conhecerem como eram as regras e políticas na Polônia e Rússia e uma versão distorcida dos eventos reais ganhou muita fama na Moscóvia, mais tarde Rússia, bem como na Polônia. Na Polônia a campanha Dmitriads é lembrada como o auge da Era de Ouro da Polônia, o tempo em que os poloneses capturaram Moscou, algo que nem mesmo as quatro milhões de tropas de Adolf Hitler da Alemanha Nazista e outras Forças do Eixo conseguiram alcançar. As Dimitríades foram também úteis para a propaganda nacionalista polonesa do regime autoritário de Józef Piłsudski. Na Moscóvia ela foi usada pela nova dinastia dos tsares, os Romanovs, que entenderam que a história é uma poderosa ferramenta política, escrita pelos vitoriosos. Eles tentaram apagar todas as referências e teorias em seu papel de criar os Falsos Dimitris, seu auto-interesse em cooperar com os poloneses e suecos nas intervenções, ou sua oposição à liberal unia troista; ao invés disso eles sustentaram a versão das Dimitríades como a defesa heróica da nação russa frente a bárbara invasão da aliança polaco-jesuíta, que buscava destruir a cultura Ortodoxa russa. Esta foi a linha histórica mostrada pelo famoso historiador russo, Nikolai Mikhailovich Karamzin, lindamente descrita por Aleksandr Pushkin em seu "Boris Godunov" e por Modest Mussorgsky em sua ópera "Boris Godunov". O regime comunista da União Soviética também encontrou nessa guerra uma ferramenta de propaganda útil, especialmente durante os tempos da Guerra polaco-soviética. Na Rússia pós-soviética o único feriado de outono, o Dia da Unidade Nacional, pela primeira vez celebrado em 4 de novembro de 2005, comemora a revolta popular que expulsou as forças de ocupação estrangeira de Moscou em novembro de 1612 e de uma forma mais geral o fim do Tempo de Dificuldades e intervenção estrangeira na Rússia. Seu nome alude à ideia de que todas as classes da sociedade russa voluntariamente se uniram para preservar a condição do estado russo quando seu desaparecimento parecia inevitável, embora não houvesse nem Czar nem Patriarca para os guiar.

## Leituras adicionais
- Henryk Wisner, Król i car: Rzeczpospolita i Moskwa w XVI i XVII wieku (King and tsar: Republic and Moscow in 16th and 17th centuries), Książka i Wiedza, Warszawa, 1995, ISBN 83-05-12776-1
- Robert Szcześniak, Kłuszyn 1610, Bellona Dom Wydawniczy, 2004 ISBN 83-11-09785-2
- Tomasz Bohun, Moskwa 1612, Bellona Dom Wydawniczy, 2005, ISBN 83-11-10085-3
- Moskwa w rękach Polaków. Pamiętniki dowódców i oficerów garnizonu w Moskwie (Moscovo nas mãos da Polónia: Memórias de comandantes e oficiais da guarnição de Moscovo). Platan, 2005, ISBN 83-89711-50-8